# Gavin Hoyte
Gavin Andrew Hoyte (nascut el 6 de juny de 1990 en Waltham Forest, Londres) és un futbolista anglès que actualment juga per l'Arsenal FC.